# Фальконе (коммуна)
Фальконе (итал. Falcone) — коммуна в Италии, располагается в регионе Сицилия, подчиняется административному центру Мессина.
Население составляет 2855 человек, плотность населения составляет 317 чел./км². Занимает площадь 9 км². Почтовый индекс — 98060. Телефонный код — 0941.
Покровителем коммуны почитается святой Иоанн Креститель, празднование 24 июня.